# Sycettidae
Sycettidae là một họ bọt biển vôi trong bộ Leucosolenida.